# Мпанго, Филип
Филип Мпанго (англ. Philip Mpango; род. 14 июля 1957) — танзанийский государственный и политический деятель. 31 марта 2021 года был приведён к присяге в должности вице-президента после единогласного одобрения парламента Танзании, после того как был выдвинут президентом Самией Сулуху 30 марта 2021 года. До этого назначения занимал должность министра финансов и планирования в кабинете министров Танзании с марта 2015 года по 30 марта 2021 года.

## Ранний период жизни
Родился 14 июля 1957 года в области Кигома в Танзании. Окончил местную начальную школу, а затем перевелся в среднюю школу Ихунго в Букобе, где получил диплом, эквивалентный аттестату.
Обучался в Университете Дар-эс-Салама, получив степень бакалавра гуманитарных наук, степень магистра гуманитарных наук и степень доктора философии по экономике. Часть своей докторской диссертации выполнил в Лундском университете в Швеции.

## Карьера
Ранее занимал должности исполняющего обязанности генерального комиссара Налогового управления Танзании (TRA), исполнительного секретаря администрации президента (комиссии по планированию), заместителя постоянного секретаря министерства финансов и экономики, личного помощника президента по экономическими вопросами, главой экономического консультативного отдела президента и старшим экономистом Всемирного банка.
Был номинирован президентом Джоном Магуфули на должность члена парламента Танзании. Конституция Танзании позволяет президенту назначать до десяти членов парламента.
23 декабря 2015 года президент Джон Магуфули назначил его министром финансов и планирования. В этот период времени был членом Объединённого комитета развития Всемирного банка и МВФ, а также членом совета управляющих Многостороннего агентства по инвестиционным гарантиям, членом Группы Всемирного банка, членом совета управляющих Банка торговли и развития с 2015 по 2021 год. Являлся членом управляющего совета Восточноафриканского банка развития. В 2020 году Джон Магуфули повторно назначил Филипа Мпанго на эту должность. Считается, что во время его руководства министерством финансов экономика Танзании росла в среднем на 6-7 % за пять лет.
Во время пандемии COVID-19, после того как Сейф Шариф Хамад, первый вице-президент полуавтономной области Занзибар, умер после заражения коронавирусом и после того, как президент Джон Магуфули признал, что в Танзании есть проблема с заболеваемостью населения коронавирусом, Филип Мпанго появился на пресс-конференции, кашляя и задыхаясь, которая была проведена в связи со слухами о том, что он умер от коронавируса, что шокировало многих и вызвало широкое осуждение.
17 марта 2021 года было объявлено о смерти президента Джона Магуфули, после чего вице-президент Самия Сулуху была приведена к присяге в качестве его преемника 19 марта 2021 года, а 30 марта 2021 года она выдвинула Филипа Мпанго на освободившуюся должность вице-президента.
На момент утверждения его на должность вице-президента в марте 2021 года являлся действующим депутатом от округа Бухигве в области Кигома на северо-западе Танзании. Согласно законам страны, как только он был назначен вице-президентом, то перестал быть депутатом, и его место в парламенте стало вакантным. Филип Мпанго заявил, что планирует бороться с коррупцией и продолжить реализацию крупных инфраструктурных проектов, включая строительство новой железной дороги стандартной колеи.

## Прочая деятельность
С 2015 по 2021 год являлся членом Совета управляющих Африканского банка развития (АфБР).